# Heartbreak Hill (альбом)
Heartbreak Hill — студийный альбом британского и американского гитариста и певца Альберта Ли, выпущенный лейблом Sugar Hill Records в 2003 году. Концептуально пластинка является трибьютом американской певице Эммилу Харрис, с которой музыкант сотрудничал во второй половине 1970-х как член её аккомпанирующей группы The Hot Band (что послужило прорывом в его карьере), а в дальнейшем и на сессионной основе.
В релиз, ставший первым за более чем 20 лет сольным вокальный лонгплеем Ли, вошли 10 композиций из репертуара Харрис, записанные британцем при участии таких инструменталистов и вокалистов как Винс Гилл, Патти Лавлесс, Родни Кроуэлл, Брэд Пейсли, Эрл Скраггс, Глен Хардин, Бадди Эммонс и других. Сама артистка, которой посвящался диск, в проекте не пела и не играла, но написала для него аннотацию.
Альбом получил в основном положительные отзывы критиков, достиг Топ-10 американского чарта Americana Airplay и Топ-20 британского хит-парада UK Country Artists Albums. Трек «Luxury Liner» номинировался на премию «Грэмми» в категории «Лучшее инструментальное кантри-исполнение».

## Об альбоме
В начале 1970-х годов Ли имел репутацию лучшего кантри-гитариста Лондона и со своей группой Heads Hands & Feet был пионером раннего британского кантри-рока. Однако тогда для местной сцены паб-гитарист с искренней тягой к американской музыке кантри являлся скорее аномалией. Позже он начал работать в США, где после сотрудничества с дуэтом The Everly Brothers случился большой прорыв в его карьере — попадание в коллектив Эммилу Харрис The Hot Band. На тот момент эта команда уже оформилась как одна из наиболее прославленных аккомпанирующих групп в истории кантри-рока: её ядро составляли музыканты Элвиса Пресли и сред них основную энергетику ансамблю обеспечивал гитарист Джеймс Бёртон. Когда в 1976 году Бёртон покинул коллектив, Ли занял его место и следующие два года пользовался в The Hot Band почти таким же успехом у публики как и сама Харрис. Его узнаваемый чистый звук, спокойная и экономичная, но выразительная фразировка и лаконичные извилистые соло, неизменно отличавшиеся скоростными пассажами, стали важной частью студийного и концертного звучания певицы.
Покинув The Hot Band, Ли превратился в одного из самых активных сессионных гитаристов Нэшвилла, исполняя соло на многочисленных кантри-хитах 1980-х годов. В том же десятилетии он играл в аккомпанирующей группе Эрика Клэптона и на короткий период воссоединялся с The Everly Brothers, на этот раз выступая музыкальным руководителем тандема. Кроме того, Ли представил несколько сольных альбомов — среди них его классический вокальный релиз Albert Lee (1982), спродюсированный Родни Кроуэллом, а также инструментальные диски Speechless (1986) и Gagged But Not Bound (1987). К первой половине 2000-х годов гитарист возглавлял собственный рок-коллектив Albert Lee & Hogan’s Heroes, записав с ним две пластинки (гастролировала команда исключительно по Европе). Вместе с тем ни одно из перечисленных начинаний британца не принесло ему славы, сравнимой с его участием в The Hot Band. В итоге темой своего третьего по счёту (и первого за 21 год) вокального лонгплея, Heartbreak Hill (2003), он сделал творчество Харрис, подобрав для альбома 10 песен из репертуара певицы — как популярных, так и не особенно известных. Альбом хронологически охватил большую часть периода существования The Hot Band, включая материал времён Бёртона и сменившего Ли в 1978 году Фрэнка Рекарда. Идею проекта гитаристу предложил его давний друг, лос-анджелесский журналист Джон Мэдвик, который ранее помог ему заключить контракт с americam roots-лейблом Sugar Hill Records.
Записывать трибьют Харрис Ли пригласил топовых нэшвиллских аккомпаниаторов, но основной фокус проекта всё равно был сосредоточен на его собственной гитарной работе. Диск открывался заглавным номером с вокальными гармониями Патти Лавлесс и продолжался «Heaven Only Knows», где аналогичные партии пел Бадди Миллер. Ещё одним гармонизатором в альбоме выступил Кроуэлл (в «Born to Run»), тогда как среди инструменталистов значились Микки Рафаэль, Эрл Скраггс и Бадди Эммонс. Последний — легенда стил-гитары — обменивался ликами с Ли на 6 из 10 треков, а в дуэте «If I Needed You» партнёром британца стала ирландская певица Мойра О’ Коннелл. Песне «Two More Bottles of Wine» с одного из самых почитаемых альбомов Харрис периода её работы с Warner Bros Records, Quarter Moon in a Ten Cent Town (1978), Ли вернул медленный темп, присущий оригинальной версии Делберта Макклинтона, а в «'Til I Gain Control Again» сыграл на фортепиано. Единственным чисто инструментальным номером в альбоме являлась «Luxury Liner» — одна из наиболее известных композиций The Hot Band эпохи Ли. Для Heartbreak Hill музыкант сперва записал её в исходном, песенном варианте, но затем убрал вокальные линии, заменив их инструментальными соло, которые, наряду с Ли, исполнили Винс Гилл и Брэд Пейсли.
Хотя после ухода из The Hot Band Ли продолжал общаться с Харрис, и певица славилась тем, что спела в большем числе альбомов других артистов, чем выпустила собственных, в записи Heartbreak Hill она не участвовала — по словам Ли, он счёл не подобающим просить её об этом. Однако в ходе сведения проекта гитарист случайно столкнулся с исполнительницей в нэшвилской студии (вокалистка микшировала свой диск в соседней комнате) и Харрис, узнав над чем работает Ли, настояла, что напишет для его лонгплея аннотацию. Альбом вышел 14 октября 2003 года и стал первым релизом Ли на Sugar Hill Records. В буклете к Heartbreak Hill певица рассказала о значимой роли «худощавого полуцыгана, полуангличанина» в The Hot Band, назвав пластинку чествованием их с Ли многолетней дружбы и его выдающихся талантов певца, песенного стилиста и блестящего гитариста. Своё небольшое эссе она подытожила следующим образом: «Когда Святой Пётр попросит меня рассказать о моих земных достижениях, я смогу ответить (с гордостью, если дозволено), что какое-то время я играла на ритм-гитаре в одной группе с Альбертом Ли».

## Рецензии
| Оценки критиков                   | Оценки критиков                           |
| Источник                          | Оценка                                    |
| --------------------------------- | ----------------------------------------- |
| AllMusic                          | [ 9 ]                                     |
| Stereophile                       | «Запись месяца» Исполнение: · Звучание: · |
| The Encyclopedia of Popular Music | [ 12 ]                                    |
| The Gazette                       | [ 13 ]                                    |
| The News & Observer               | [ 4 ]                                     |
| Winston Salem Journal             | [ 2 ]                                     |
| Uncut                             | [ 1 ]                                     |
| The Press                         | [ 14 ]                                    |
| Vintage Guitar                    | без рейтинга                              |
| No Depression                     | без рейтинга                              |
| Radio & Records                   | без рейтинга                              |
| Goldmine                          | без рейтинга                              |

Журнал No Depression назвал альбом Heartbreak Hill довольно приятным для прослушивания, отметив, что как гитаристу Ли нет равных, а как вокалист он с лихвой превосходит Джо Сатриани. Однако пение британца в нежных балладах вроде «'Til I Gain Control Again» редакторы сравнили с любовным сценами в фильмах Джеки Чана — ты высиживаешь их до конца лишь для того, чтобы дождаться очередной яростной разборки. Самым захватывающим моментом на диске журналисты сочли не какие-либо гитарные пассажи Ли, а свингово-грубую игру на электропианино Джей Ти Томаса в песне «Born to Run». При этом виртуозная гитара, по их замечанию, хотя и представлена в альбоме в избытке, но не достаточно акцентирована в миксе, видимо потому, что по modus operandi проекта Ли-гитарист не должен был затмить Ли-интерпретатора песен и певца.
Согласно обозревателю журнала Vintage Guitar Дэну Форте, альбом демонстрирует куда больше, чем просто ослепляющий гитарный чёс — экспрессивный вокал и умение сделать хорошую песню другого автора своей. На диске, как заметил рецензент, имеется зажигательная игра, но сильнее всего выделяется вкус Ли: артист никогда не перегружает песни и не превращает их в фестиваль нот. Исключением, по оценке рецензента, является трек «Luxury Liner»: из него не вышло сильного инструментала, поскольку Ли в своё время так сильно повлиял на манеру игры Винса Гилла и Брэда Пейсли, что те просто не могут создать в этом номере должный стилистический контраст при поочерёдном солировании троих гитаристов. Простую подачу Ли и Мойры О’ Коннелл в «If I Needed You» журналист счёл максимально уместной и элегантной, как и искусную работу британца с акустической гитарой в «'Til I Gain Control Again», и даже удлинённая концовка «Born to Run», по наблюдению Форте, лишена всякой показухи. В заключение он констатировал, что самым ценным комплиментом для виртуоза уровня Ли, вероятно, будет реакция слушателя в духе «Какая же прекрасная песня!», а не «Слышал, как этот парень играет на гитаре?», и альбом Heartbreak Hill наполнен именно такого рода интерпретациями.
По словам журналиста издания Stereophile Роберта Бэйрда, людям, не знакомым с творчеством Ли стоит сразу включить трек «Luxury Liner», дабы понять, что делает этого гитариста великим — скорость, идеи и ещё больше скорости. Как и остальные 10 композиций, этот номер, согласно рецензенту, звучит органично: цельные образы, сдержанная, но чёткая динамика, цепляющие гитарные соло. У поклонников Харрис и/или работы Ли в The Hot Band альбом, по мнению обозревателя, вызовет тёплые и семейные чувства, но даже этих людей может удивить пение Ли: так, в «'Til I Gain Control Again» британец звучит проникновенно и уверенно, а в «Bluebird Wine» одновременно напоминает об оригинальной записи Харрис и делает песню своей. Причиной тому, по оценке редактора, глубокое знание Ли американской музыки, которое не только наделяет аутентичностью его игру, но и одухотворяет его вокал. По замечанию Брэда, на всём альбоме гитарист успешно идёт по тонкой грани: отсылая к Харрис, но не позволяя тени артистки затмить его собственное искусство, однако вопрос «Где же Эммилу?» всё же возникает: появление певицы хотя бы в одном треке, по мнению журналиста, выглядело бы естественным и альбому не повредило. В свою очередь обозреватель издания Goldmine Гай Ли описал релиз как грамотно выстроенную подборку песен, органично сочетающихся друг с другом, и указал на сходство проекта с дебютным сольным лонгплеем музыканта — Hiding (1979). Гитарный стиль Ли, по мнению редактора, лучше всего проявляет себя петляя между вокальными партиями, и ровно этот подход артист применяет в альбоме. Также рецензент положительно отметил новый атрибут в игре Ли — использование whammy bar.
Как написал рецензент портала AllMusic Ронни Лэнкфорд, Heartbreak Hill не поражает слушателя оригинальностью, отчасти потому, что строится на материале, который ассоциируется с другими людьми, но Ли и его аккомпаниаторы создали крепкий и симпатичный альбом, с любовью напоминающий о лучшей музыке кантри 1970-х и 1980-х годов. По оценке обозревателя The Gazette Майка Регенстрейфа, выдающиеся навыки Ли как гитарного исполнителя и аранжировщика сделали альбом выигрышным, а его дуэт с Коннелл в «If I Needed You» является наивысшей вокальной точкой проекта. Вместе с тем, хотя Ли и достаточно хорош как певец, плавающего по аранжировкам голоса Харрис на записи, по ощущениям редактора, всё же не достаёт. Согласно рецензенту газеты Winston Salem Journal Эду Бамгарднеру, Ли естественным образом проигрывает Харрис как певец, но, будучи компетентным вокалистом, он делает это самобытно. Исполнение в альбоме, может, и не вздымает хиллбилли-пыль, как это получалось у The Hot Band, но зато Ли и его знаменитые аккомпаниаторы демонстрируют тонкую искренность, считает рецензент. Именно чувства, которые Ли привносит в такие песни как «Heaven Only Knows», «If I Needed You» и «'Til I Gain Control Again», по мнению журналиста, говорят Харрис «спасибо» лучше, чем любые слова.
Обозреватель журнала Radio & Records Джон Шёнбергер выделил лёгкость, с которой Ли управляется не только с гитарой, но пианино и мандолиной, а также неожиданно хороший вокал, наиболее примечательными номерами назвав «Heartbreak Hill», «Born to Run» и «'Til I Gain Control Again». Журналист газеты The News & Observer Джек Бернард написал, что на Heartbreak Hill Ли и его аккомпаниаторы принесли в популярные стандарты Харрис вроде «Heaven Only Knows», «One of These Days» и «Two More Bottles of Wine» оттенок неформальности. Свободные от трёхминутных ограничений коммерческого кантри-радио, музыканты разошлись по полной, записав удлинённые версии «Born to Run», «'Til I Gain Control Again» и «Luxury Liner», последняя из которых звучит больше как расслабленный джем в подвале, нежели выверенная студийная запись. В результате, по мнению журналиста, Ли не переосмыслил музыку кантри для нового тысячелетия, но сделал стильные реинтерпретации нескольких самых жизнеспособных кантри-рок-работ, по ходу напомнив какое удовольствие может приносить кантри, когда он сыгран от сердца и нацелен в душу.

## Трек-лист
| №                   | Название                                                                  | Автор(ы)                     | Длительность |
| ------------------- | ------------------------------------------------------------------------- | ---------------------------- | ------------ |
| 1.                  | «Heartbreak Hill»                                                         | Пол Кеннерли и Эммилу Харрис | 4:14         |
| 2.                  | «Heaven Only Knows»                                                       | Пол Кеннерли                 | 3:46         |
| 3.                  | «If I Needed You»                                                         | Таунс Ван Зандт              | 3:21         |
| 4.                  | «Born to Run»                                                             | Пол Кеннерли                 | 6:54         |
| 5.                  | «Luxury Liner» (инструментальный; при участии Винса Гилла и Брэда Пейсли) | Грэм Парсонс                 | 4:17         |
| 6.                  | «In My Dreams»                                                            | Пол Кеннерли                 | 3:30         |
| 7.                  | «Two More Bottles of Wine»                                                | Делберт Макклинтон           | 5:33         |
| 8.                  | «'Til I Gain Control Again»                                               | Родни Кроуэлл                | 5:13         |
| 9.                  | «One of These Days»                                                       | Эрл Монтгомери               | 3:00         |
| 10.                 | «Bluebird Wine»                                                           | Родни Кроуэлл                | 3:46         |
| Общая длительность: | Общая длительность:                                                       | Общая длительность:          | 43:34        |

## Награды и номинации
Премия «Грэмми»
Награда Национальной академии искусства и науки звукозаписи.
| Год  | Категория                                   | Работа         | Номинанты                          | Итог      | Прим.  |
| ---- | ------------------------------------------- | -------------- | ---------------------------------- | --------- | ------ |
| 2005 | «Лучшее инструментальное кантри-исполнение» | «Luxury Liner» | Альберт Ли, Винс Гилл, Брэд Пейсли | Номинация | [ 16 ] |

## Позиции в чартах
| Год  | Чарт                                           | Высшая позиция | Прим.  |
| ---- | ---------------------------------------------- | -------------- | ------ |
| 2003 | США, AMA, Americana Top 30 Albums              | 9              | [ 17 ] |
| 2003 | Великобритания, OCC, UK Country Artists Albums | 16             | [ 18 ] |

## Персонал
| Музыканты - Альберт Ли — все гитары в треках № 1—4, 6, 7, 9, 10, соло-гитара (5), мандолина (1), акустическая соло-гитара (5), акустическая ритм-гитара (5), вокальные гармонии (6, 7, 10), акустическая гитара (8), пианино (8) - Бадди Эммонс — стил-гитара (1—3, 6, 8, 10) - «Джей Ти» Томас — электропианино (1, 3, 4, 6), пианино (5, 7) - Дженнифер Кондос — бас (1, 3—9) - Джон Моло — ударные (1, 3—9), шейкер (3) - Патти Лавлесс — вокальные гармонии (1) - Микки Рафаэль — басовая гармоника (2), гармоника (7), Echo Harp (8) - Глен Хардин — фортепиано (2, 10) - Спенсер Кэмпбелл — бас (2, 10) - Тони Ньюман — ударные (2, 10) - Бадди Миллер — вокальные гармонии (2) - Мойра О’Коннелл — дуэтный вокал (3) - Родни Кроуэлл — вокальные гармонии (4) - Джон Дэвид Саутер — вокальные гармонии (4) - Джерри Даглас — добро (9) - Билли Томас — вокальные гармонии (9) - Эрл Скраггс — банджо (10) - Винс Гилл — соло-гитара (5), соло-мандолина (5) - Брэд Пейсли — соло-гитара (5) | Техперсонал - Продюсирование: Альберт Ли (треки № 2, 5 и 10 — совместно со Стивом Фишеллом) - Продюсирование и звукоинженеринг вокала Патти Лавлесс: Эмори Горди — младший (в The Cave #2, Даллас, Джорджия) - Исполнительный продюсер: Карен Ковар Ли - Концепция альбома: Джо Мэдвик - Запись: The Lair, Лос-Анджелес, Калифорния; Sound Emporium Studios, Нэшвилл, Теннесси; Scruggs Sound Studios, Нэшвилл, Теннесси - Звукоинженеринг: Дэйв Синько и Ларри Гетс - Микширование: Дэйв Синько (в Sound Emporium Studios) - Мастеринг: Рэнди Лерой (в Final Stage, Нэшвилл, Теннесси) - Мультимедиа-дизайн, авторинг и монтаж видео: Стив Вилкинсон (в Digital Vision Media) - Видеосъёмка: Стив Фишелл - Дополнительная статичная фотография: Дэйв Синько и Стив Фишелл - Фотография: Дэвид Макклистер, Нэшвилл, Теннесси (кроме совместного фото Ли и Эммилу Харрис — сделано Стивом Фишеллом). - Дизайн: Сью Мейер |

## Полезные ссылки
- Альбом Heartbreak Hill (аудио-плейлист) на YouTube